# Gary Lockwood

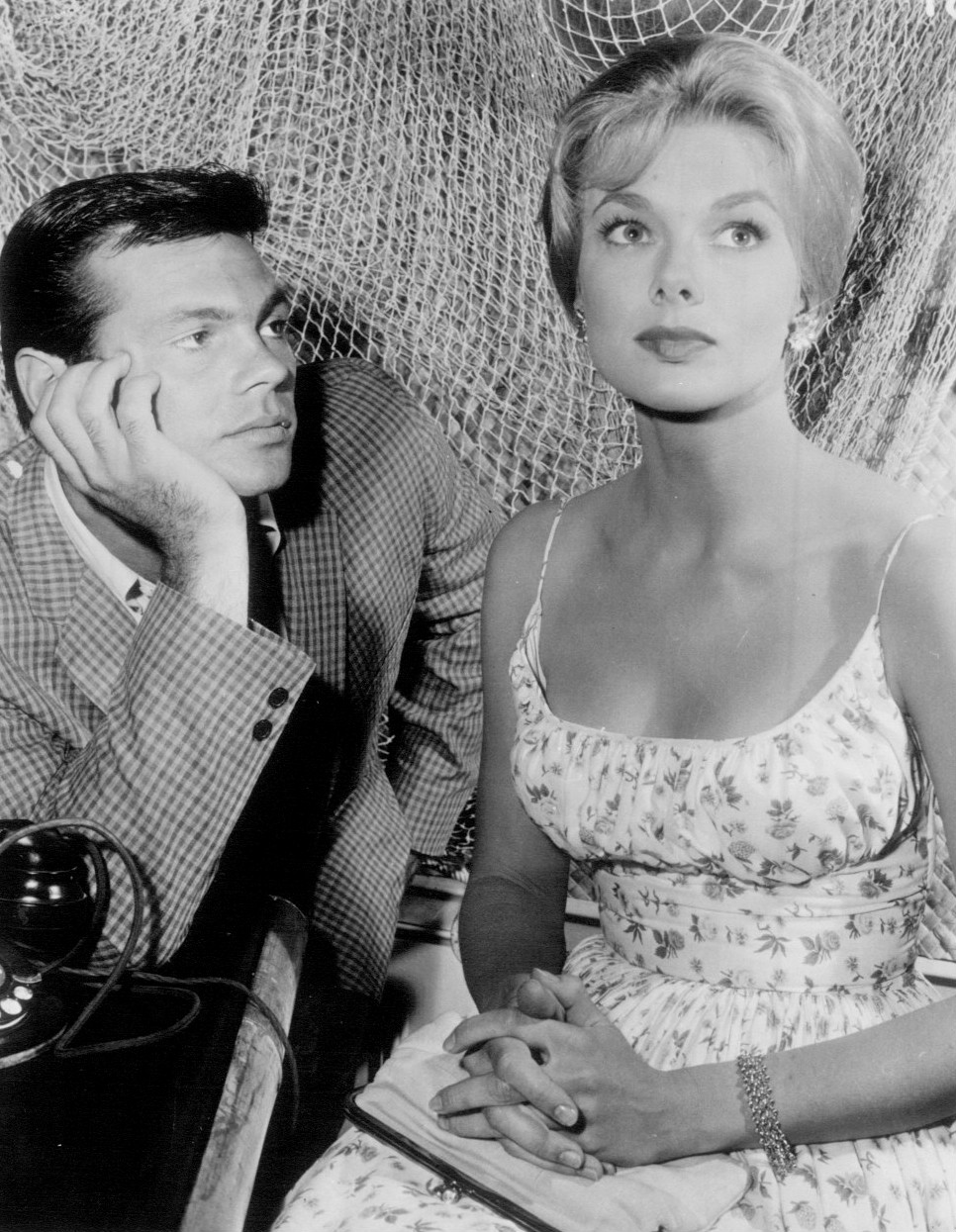
Gary Lockwood y Leslie Parrish en un episodio emitido el 17 de mayo de 1962 de la serie de TV de la ABC Follow the Sun.

Gary Lockwood (Van Nuys, Los Ángeles, California, 21 de febrero de 1937) es un actor estadounidense conocido fundamentalmente por sus interpretaciones del astronauta Frank Poole en la película 2001: Odisea del espacio, del capitán de corbeta Gary Mitchell en el episodio de la serie Star Trek Where No Man Has Gone Before (1966) y del Teniente William en la serie The Lieutenant (1963)

## Carrera
Lockwood fue un doble de cine y un sustituto de Anthony Perkins antes de su debut como actor en 1959 en un pequeño papel no acreditado en Warlock .
Las dos series de Lockwood llegaron al principio de su carrera y cada una duró solo una temporada. Follow the Sun (1961-62), de ABC en Hawái, lo eligió para apoyar a Brett Halsey y Barry Coe, quienes interpretaron a escritores de revistas aventureros radicados en Honolulu. Lockwood era Eric Jason, quien hizo el trabajo preliminar para sus artículos. Apareció en un papel secundario en la película Splendor in the Grass (1961) y en la serie de televisión de ABC Bus Stop (1961). La serie de 26 semanas, protagonizada por Marilyn Maxwell como la dueña de un restaurante en la ficticia Sunrise, Colorado, se emitió media hora después de Follow the Sun.
Volvería a protagonizar junto a Weld su debut cinematográfico, Wild in the Country (1961), con Elvis Presley. A partir de entonces, Lockwood protagonizó junto a Jeff Bridges el aclamado episodio "My Daddy Can Beat Your Daddy" de The Lloyd Bridges Show. En 1959, tuvo un papel no acreditado como oficial de policía en el episodio de Perry Mason "El caso del pícaro romántico". En 1962, Lockwood apareció nuevamente en Perry Mason en el papel principal en "El caso del pugilista de Playboy". En 1963, Lockwood coprotagonizó con Elvis Presley la película de comedia musical Sucedió en la Feria Mundial.
En 1963-64, Lockwood interpretó a un joven segundo teniente de la Marina estadounidense llamado William T. ("Bill") Rice en la serie de NBC The Lieutenant . Este drama, sobre los marines en tiempos de paz, fue producido por los creadores de Star Trek (Gene Roddenberry) y The Man from UNCLE (Norman Felton). La serie coprotagonizada por Robert Vaughn como el superior inmediato del teniente Rice, el capitán Raymond Rambridge. A pesar de las críticas moderadamente buenas, el horario de la noche del sábado de The Lieutenant, frente a la popular revista American Scene de Jackie Gleason de CBS, aceleró su cancelación después de 29 episodios.
En 1964, Lockwood actuó como estrella invitada como el Mayor Gus Denver en la primera temporada de 12 O'Clock High, en el episodio 9, "Cita en Lieja", y nuevamente en 1965 en el episodio 29, "V de Vendetta". También actuó como estrella invitada como el teniente Josh McGraw en el episodio 4 de la temporada 2, "The Idolator" de 12 O'Clock High . Poco después, Lockwood protagonizó otra serie de televisión de NBC, The Kraft Mystery Theatre (también conocida como Crisis), en un episodio titulado "Connery's Hands". Fue elegido junto a Sally Kellerman, con quien pronto volvería a aparecer como el timonel Gary Mitchell en el segundo piloto de Star Trek " Donde ningún hombre ha ido antes " (1965) en el que sus personajes desarrollaron superpoderes malignos.
Es conocido por su papel coprotagonista en la icónica 2001: Una odisea en el espacio (1968) de Stanley Kubrick como el Dr. Frank Poole. Lockwood protagonizó Model Shop (1969), el debut estadounidense del escritor y director francés Jacques Demy . Protagonizó con Elke Sommer el drama criminal They Came to Rob Las Vegas (1968) y con Jacqueline Bisset la comedia pro - liberación femenina Stand Up and Be Counted (1972).
Lockwood coprotagonizó con Stefanie Powers (entonces su esposa) un episodio de Love, American Style de ABC como un recién casado al que se le atasca la boca con el pomo de una puerta. En 1983, actuó como estrella invitada en la serie Hart to Hart ("Emily by Hart") con Robert Wagner y Powers, para entonces su exesposa. Entre 1959 y 2004, Lockwood obtuvo papeles en unas cuarenta películas teatrales y películas para televisión y ochenta apariciones especiales en televisión, incluido el drama familiar de CBS de 1975 Three for the Road y Barnaby Jones protagonizado por Buddy Ebsen, en el que apareció muchas veces como un villano.

## Filmografía
- Follow the Sun (1961)
- Wild in the Country (1961)
- The Magic Sword (1962)
- La Espada Magica (1962)
- The Lieutenant (1963)
- Puños y Lagrimas (1963)
- Kraft Mystery Theatre (1965)
- Star Trek (1966)
- 2001: Odisea del espacio (1968)
- Los malvados de Firecreek (1968)
- Las Vegas, 500 millones (1968)
- Barnaby Jones (1973)
- Manhunter (1974)
- Project: Kill (1976)
- The Ghost of Flight 401 (1978)